# Yahoo! Mash
Yahoo! Mash là một mạng xã hội của Yahoo!, ra mắt vào tháng 9, 2007. Yahoo! Mash ban đầu được dự kiến sẽ thay thế Yahoo! 360 để cạnh tranh với Facebook, Myspace...Hiện tại Yahoo! Mash đã bị hủy bỏ vào ngày 28 tháng 9, 2008 và được thay thế bằng Yahoo! Profiles.

## Liên kết
- Yahoo! Mash Lưu trữ ngày 28 tháng 2 năm 2009 tại Wayback Machine
- Yahoo! Profiles[liên kết hỏng]